# Bonnie Blair
Bonnie Blair (n. 18 martie 1964, Cornwall, New York) este o fostă patinatoare americană. Ea a câștigat 4 medalii olimpice de aur, ocupând un loc de frunte în ierahia sportivă la disciplina de patinaj viteză. Succesele ei deosebite au fost medalia de aur la 500 m și bronz la 1000 m la Jocurile Olimpice din 1988 în Calgary. La patru ani în Albertville câștigă probele pe distanța de 500 și 1000 m, această performanță o va repeta la Jocurile Olimpice din 1994 în Lillehammer.